# Crisi constitucional russa de 1993
La Crisi constitucional russa de 1993, també anomenat Octubre Negre, fou un enfrontament polític entre el President de Rússia i el Soviet Suprem que es resolgué amb l'ús de la força militar. Malgrat que les relacions entre el president Borís Ieltsin i el parlament s'havien estat deteriorant durant algun temps, la crisi esclatà el 21 de setembre de 1993, quan el president volgué dissoldre el parlament, malgrat que la constitució no li atorgava poder per fer-ho. Ieltsin utilitzà els bons resultats obtinguts en un referèndum popular sobre la seva gestió, celebrat l'abril d'aquell any, per justificar les seves accions. El parlament va declarar que aquesta decisió quedava sense efecte i aprovà una moció de censura en contra seva, proclamant l'aleshores vicepresident Aleksandr Rutskoi com a president en funcions.
La situació es deteriorà a principis d'octubre. El 3 d'octubre, diversos manifestants retiraren els cordons policials al voltant del parlament i van intentar assaltar les oficines de l'alcalde i el centre de televisió Ostankino. L'exèrcit, que inicialment havia declarat la seva neutralitat, va assaltar violentament per ordre de Ieltsin l'edifici del Soviet Suprem en les primeres hores del matí del 4 d'octubre, i va arrestar els líders de la resistència.
El conflicte, de deu dies de durada, es va convertir en l'esdeveniment més mortífer de la història de Moscou des de la Revolució d'Octubre de 1917. D'acord amb estimacions del govern, 187 persones van morir i va haver-hi 437 ferits, mentre que altres estimacions de fonts no governamentals eleven la xifra a fins a 2000 morts.